# Болгаро-португальские отношения
Болгаро-португальские отношения — двусторонние дипломатические отношения между Болгарией и Португалией. Отношения между странами были установлены 24 июня 1974 года.
Обе страны являются членами ЕС и НАТО.

## История отношений
Самые ранние сведения об официальных двусторонних контактах относятся к 1893 В 1924 годам.
Дипломатические отношения между обеими странами впервые были установлены в 1925 году. Они были разорваны в 1945 году, но уже 24 июня 1974 года были восстановлены.
В 2003 году премьер-министр Болгарии Симеон Саксен-Кобург-Гота посетил Португалию.
В декабре 2004 года Португалию посетил президент Болгарии Георгий Пырванов.
Визиты президентов Португалии: визит президента Анибала Силвы (июнь 2015 г.), визит президента Росена Плевнелиева (ноябрь 2015 г.), визит президента Марсело Ребелу де Соуза (сентябрь 2016 г. и июнь 2021 г.).
В январе 2019 года совершил визит в Португалию президент Болгарии Румен Радев.

## Торговля

### Экспорт Болгарии в Португалию
В 2021 году Болгария экспортировала в Португалию 181 миллион долларов. Основные продукты экспорта в Португалию: пшеница (29,1 млн долларов), рапс (12,5 млн долларов) и автомобильные запчасти и аксессуары (7,41 млн долларов). За последние 26 лет экспорт Болгарии в Португалию увеличился в годовом исчислении на 7,55%, с 27,2 млн долларов в 1995 году до 181 млн долларов в 2021 году.

### Экспорт Португалии в Болгарию
В 2021 году Португалия экспортировала в Болгарию 165 миллионов долларов. Основные продукты экспорта в Болгарию: медная руда (36 млн долларов), изолированный провод (10,7 млн долларов) и другие изделия из пластика (7,1 млн долларов). За последние 26 лет экспорт Португалии в Болгарию увеличился в годовом исчислении на 12,1%, с 8,56 млн долларов в 1995 году до 165 млн долларов в 2021 году.

## Дипломатические миссии
- У Болгарии есть посольство в Лиссабоне[6] и консульство в Порту[7]
- У Португалии есть посольство в Софии[8]